# 瞼の戰場
『瞼の戰場』（まぶたのせんじょう）は、1940年10月公開の日本映画である。
製作会社は宝塚映画製作所（2013年まで存在していた宝塚映像）、配給は東宝。監督は清瀬英次郎。モノクロ、スタンダード・サイズ、上映時間は85分。1940年9月21日にクランクアップした。

## 概要
阪急阪神東宝グループの創始者である小林一三は戦前から映画を兵庫県宝塚市に本拠地を構える宝塚少女歌劇団（現・宝塚歌劇団）に使用することを計画しており、1933年（昭和8年）以来から宝塚新温泉外苑の一角にダークステージを建設して三浦時子、橘薫、草笛美子らによる歌唱によるトーキー映画を試作したことや、当時、大江美智子、霧立のぼる、轟夕起子や水尾みさをなどの宝塚少女歌劇団の生徒達が映画会社に女優として引き抜かれるという件が発生しており、自前で映画製作所を設立して生徒たちの流出を防ぐ必要があったこと、また、1938年（昭和13年）5月に宝塚大劇場星組公演において、「キノ・ドラマ」と称する、トーキー映画とレヴューを組み合わせた連鎖劇の演目「軍國女學生」を発表したほかに、同年7月にも藤沢桓夫原作のキノ・オペレッタ「花ある氷河」を上演したことから、同年8月12日に、宝塚大運動場西北隅の宝塚球場跡地において200坪に亘る第一撮影所（2013年まで存在していた宝塚映像）を新設して映画製作を開始した。この作品は第一撮影所第4回製作作品として、「山と少女」、「雪割草」、「女學生と兵隊」に続いて、1940年（昭和15年）に製作された映画作品である。

## 梗概
大都市の郊外にある街、そこに中山食料品店があった。中山民子は夫の中山彌吉が徴兵された後に息子の武雄を抱えて、姑のヨシと義妹の道子と共に食料品店を守っていた。
民子は早くに両親を失い肉親といえば、徴兵されて中国南部に送り込まれている兄の信勝唯一人であった。信勝は会社員だったが絵の才能に恵まれていた。或る日、信勝が戦傷に因って傷痍軍人となり、戦地から内地の陸軍病院に還送されてきた。民子は信勝を慰める為に絵の道具一式を用意して病院を訪れたが、信勝は戦傷が元で失明していた。民子が兄を思い遣って持って来た折角の絵の道具箱も却って信勝の気持ちを暗くしてしまい、「耳の不自由な音楽家はいるが、目が不自由な画家はいたためしが無い。」と言って空虚に笑うのであった。
民子はヨシと共に何とかして信勝に明るい希望と未来を与えてやりたいと念じた。ヨシの好意ある取り計らいで信勝は中山家の一員に加わる事になった。
視覚障害者となった信勝は皆の懸命な介護と温かい情で生きる氣力を取り戻していったが、民子が汗と埃に塗れながら健気に食料品店を切り盛りしているのを知るだけでも、自分も何とかして一刻も早く手に職を付けたいと願った。
或る日のこと、信勝はヨシに連れられて仏教会館に説教を聞きに行ったが、隣の会社から聞こえてくるタイプライターの音が耳に付いて離れなかった。最初の目的だった説教は耳に入らなかった。速記の仮名文字タイプライターで生計を立てようと決意してタイピスト養成所の門を叩く。
そして、養成所所長と共に親身になって信勝にタイピングの指導をした助手の女性と心の交流が始まる。

## 配役
- 中山民子：二條宮子
- 中山道子：山鳩くるみ
- 中山武雄：新田雅克
- 中山ヨシ：高橋豊子
- 原眞弓：月丘夢路
- 原貞夫：河崎良治
- 原峻一：神田三朗
- 山崎信勝：若本一郎
- 石橋綾子：大泉うた子
- 仁川八重：谷間小百合
- 木村明子：七重やゑ
- 石塚君代：汐見洋子
- 村田好吉：前田幸一
- 油谷高子：都賀豊子
- 北村康子：春日千鶴子
- 小林清子：眞澄鏡子
- 高瀬良子：日高澄子
- 植田三枝：光明子

## 製作スタッフ
- 製作：内村禄哉
- 監督：清瀬英次郎
- 原作：柴田徹士
- 脚本：京都伸夫、豊田実
- 撮影：北義雄
- 照明：坂口菊太郎
- 音楽：津久井祐喜
- 録音：高橋太郎
- 編集：漆山裕茂
- 装置：岡本保
- 後援：軍事保護院（現・国立病院機構）

## 音楽
- 主題歌：二條宮子「銃後女性の唄」（作詞:中西武夫、作曲:津久井祐喜、日本ビクター蓄音器）
- 挿入歌：月丘夢路「傷痍の勇士」（作詞・作曲すべて同上、日本ビクター蓄音器）

## 作品データ
- 製作 : 宝塚映画撮影所
- フォーマット : モノクロ　スタンダードサイズ（1.37:1）　モノラル録音

## エピソード
- 月丘夢路はこの作品で銀幕デビューを果たした。